# Алис Албиния
Алис Албиния (на английски: Alice Albinia) е английска журналистка и писателка на произведения в жанра драма и исторически роман.

## Биография и творчество
Алис Албиния е родена през 1976 г. в Лондон, Англия. Следва английска филология в Кеймбриджкия университет.
След дипломирането си се премества в Делхи, където работи през следващите две години и половина като журналист и редактор в Центъра за наука и околна среда, Biblio: A Review of Books, Outlook Traveler и няколко други индийски вестници и списания. Докато пътува из страната, пишейки статии, се вдъхновява да напише историята на река Инд.
През 2002 г. се премества обратно в Лондон, следва и получава магистърска степен по история на Южна Азия в Училището за ориенталски и африкански изследвания, където изследва религиозната и политическата история на региона на Инд.
Първата ѝ книга „Империите на Инд: историята на една река“ е издадена през 2008 г. Река Инд извира в Тибет, тече на запад през Индия и на юг през Пакистан. От над пет хилядолетия реката е считана за божествена и е използвана като средство за имперски завоевания. Книгата печели наградата „Съмърсет Моъм“, наградата за публицистика „Джъруд“ на Кралското литературно дружество, наградата „Долман“ за пътепис и наградата La Toison d’Or du livre d’aventure vécue.
Първият ѝ роман „Книгата на Лила“ е издаден през 2011 г. Та е модерна история вдъхновена от „Махабхарата“.
От 2012 г. Алис Албиния преподава творческо писане в средни училища с подкрепата на неправителствената организация First Story. След това преподава творческо писане на възрастни в Оркни, където живее една година на остров Хой.
Алис Албиния живее в Лондон.

## Произведения

### Самостоятелни романи
- Leela's Book (2011)
Книгата на Лила, изд.: „Жанет 45“, Пловдив (2014), прев. Надежда Розова
- Cwen (2021)

### Документалистика
- Empires of the Indus: The Story of a River (2008)
Империите на Инд: историята на една река, изд.: „Жанет 45“, Пловдив (2015), прев. Надежда Розова